# Forkland
Forkland é uma cidade  localizada no estado americano do Alabama, no Condado de Greene.

## Demografia
Segundo o censo americano de 2000, a sua população era de 629 habitantes.
Em 2006, foi estimada uma população de 602, um decréscimo de 27 (-4.3%).

## Geografia
De acordo com o United States Census Bureau, a localidade tem uma área de 9,0 km², sem área coberta por água. Forkland localiza-se a aproximadamente 69 m acima do nível do mar.

## Localidades na vizinhança
O diagrama seguinte representa as localidades num raio de 32 km ao redor de Forkland.